# Sheffield Beach Buggy Company
Sheffield Beach Buggy Company war ein britischer Hersteller von Automobilen.

## Unternehmensgeschichte
Das Unternehmen aus Sheffield in der Grafschaft South Yorkshire begann 1970 mit der Produktion von Automobilen und Kits. Der Markenname lautete Sheffield. 1971 endete die Produktion. Insgesamt entstanden zwei Exemplare.

## Fahrzeuge
Das einzige Modell Beach Buggy war ein VW-Buggy. Er ähnelte dem Buggy von GP. Die Bausätze wurden für 140 Pfund verkauft und Komplettfahrzeuge ab 440 Pfund.